# ارنست فاردانيان
ارنست فاردانيان (من مواليد 11 مايو 1980 في يريفان) هو صحفي وعالم سياسي يعيش في منطقة ترانسنيستريا مولدوفا الانفصالية. تم اعتقاله في 7 أبريل 2010 من قبل القوات التي نصبت نفسها في تيراسبول بتهمة الخيانة العظمى لصالح جمهورية مولدوفا.

## السيرة الذاتية
ولد إرنست فاردانيان في عام 1980 في يريفان عاصمة أرمينيا. انتقلت عائلته إلى جمهورية مولدوفا السوفيتية الاشتراكية بعد زلزال عام 1988 الأرمني. تخرج من كلية العلوم السياسية في جامعة ولاية مولدوفا. يتكلم خمس لغات. ركض في انتخابات 2005 لبرلمان ترانسنيستريا، لكن حملته فشلت. وهو أحد مؤسسي الأمانة العامة للأمم المتحدة، وهو عضو في مجلس إدارة المنظمة.
عمل لصالح وكالة الأنباء الروسية على الإنترنت نوفي ريجن في تيراسبول. في عام 2009، بدأ أيضًا العمل لصحيفة «بولس» التي تتخذ من كيشيناو مقراً لها، والتي تسببت في حدوث تهيج بين سلطات ترانسدنيستريان.كان معروفاً في مولدوفا عن تقاريره النقدية في كثير من الأحيان عن مسؤولي الدولة والمسائل ذات الاهتمام العام.في عام 2009، تم اختياره لمنصب في الأمانة العامة للأمم المتحدة.
متزوج من ايرينا فاردانيان (اسم العذراء - لازار)، الذي يأتي من مدينة ريزينا المولدوفية. ولديهما ابن اسمه أروتيون ولد في عام 2003، وابنة اسمها كارينا ولدت في عام 2009. تعيش الأسرة في كيشيناو، حيث فاردانيان هو محاضر في جامعة ولاية مولدوفا.

## ردود الفعل والاعتقال
وفي 7 أبريل / نيسان، اعتقلت مجموعة من العملاء المسلحين من وزارة أمن الدولة التابعة لوزارة الأمن الوطني الأفغانية أمام منزله في تيراسبول، واتُهمت بالعمل في المخابرات المولدوفية في كيشيناو. في 11 مايو، تم عرضه على التلفزيون الحكومي في ترانسدنيستريا يعترف بأنه جاسوس. وقال فاردانيان إنه تم تجنيده من قبل نيكولاي بوتيزاتو، وهو مسؤول في دائرة الاستخبارات والأمن في مولدوفا، في مايو 2001 عندما كان طالبا في السنة الرابعة في جامعة كيشيناو. وقال محامي فاردانيان إن موكله أُجبر على الاعتراف بشيء لم يفعله (يعتقد أن الصحفي أُجبر على تقديم الاعتراف مقابل لقاء مع زوجته إيرينا). كما تعتقد عائلته وأصدقاءه أنه اضطر إلى الاعتراف تحت الضغط.
في 21 أبريل 2010، أعرب رؤساء بعثة الاتحاد الأوروبي في كيشيناو عن قلقهم العميق من أن الصحفي إرنست فاردانيان، الذي اعتقلته قوات الأمن ترانسنيستريا، قد حُرم من حقوقه الإنسانية الأساسية.
قال أوليفر فوجوفيتش الأمين العام للمنظمة الإعلامية في جنوب شرق أوروبا: «إن الاتهامات الموجهة إلى الفردانيان بالخيانة العظمى بسبب التقارير الانتقادية غير مقبولة... تحث سمو وزارة الأمن في تيراسبول على سحب التهم وحكم السجن. كما تود سيمو أن تذكر وزارة الأمن في تيراسبول بأن بيئة الإعلام المفتوحة، التي تسمح بحرية تدفق المعلومات، هي مبدأ أساسي لأي مجتمع ديمقراطي.»
«تكرر منظمة مراسلون بلا حدود استياءها من احتجاز الفردان وعلاجه وتدعو إلى إطلاق سراحه. وفي هذه الأثناء، تحث السلطات على السماح له بمقابلة محاميه، حتى يمكن بدء الإجراءات على أسس قانونية».
دعت لجنة حماية الصحفيين «إطلاق سراح إرنست فاردانيان»: «إن اللقطات الهزلية التي تم بثها على التلفزيون الحكومي المحلي لا تثبت شيئًا سوى الضغط الذي تعرض له هذا الصحفي».
«أنا أطلب من الممثل السامي للشؤون الخارجية ورئيس وفد الاتحاد الأوروبي إلى مولدوفا التحرك العاجل للإفراج الفوري عن الصحفي المعتقل» قال ترايان أونغوريانو في البرلمان الأوروبي في 19 مايو 2010. عضو آخر في البرلمان الأوروبي، وأوضح كريستيان بريدا: «أود أن أقول إن هذا الإجراء يستخدم من قبل السلطات في تيراسبول لتخويف كيشيناو في الوقت الذي ترغب فيه الحكومة الجديدة التي تولت منصبها بعد انتخابات العام الماضي أن تقترب أكثر من الاتحاد الأوروبي وتقرر كذلك أنا أدعو إلى الإفراج الفوري وغير المشروط عن الصحفي إرنست فاردانيان، وأحث السلطات في جمهورية ترانسنيستريا التي نصبت نفسها على التحرك نحو كيشيناو من أجل حل النزاع هناك».
تمت زيارة إرنست فاردانيان وإيلي كازاك في 4 أغسطس 2010 في السجن من قبل رئيس منظمة الأمن والتعاون في مهمة أوروبا إلى مولدوفا، فيليب ريملر.ألقي القبض على ايلي كازاك 24 عاما، من قبل شرطة ترانسدنيستر في 22 مارس 2010 في مسقط رأسه بندر، بتهمة التجسس لصالح مولدوفا.
في بداية أغسطس 2010، بدأ نشطاء مدنيون في مدينة جيومري الأرمنية بجمع توقيعات تطالب بالإفراج عن الفاردانيين.

## إطلاق
في مايو 2011 وقع إيجور سميرنوف مرسومًا ينص على أنه يمكن إطلاق سراح الفاردانيين من السجن. بعد ذلك، انتقل إرنست فاردانيان وعائلته إلى كيشيناو، حيث كان محاضرًا جامعًا ومدونا.

## وصلات خارجية
- Jailed Moldovan Journalist's Wife Told Husband Healthy, Detention To Continue
- Gyumri collects signatures for Ernest Vardanyan's release
- Let Medvedev intervene